# JanSport
JanSport é uma companhia de mochilas, bolsas e material escolar estadunidense, sediada em Seattle. É propriedade da VF Corporation.

## História
A JanSport foi fundada em 1967 em Seattle, Washington por Murray Pletz, e sua esposa  Janis "Jan" Lewis (da qual leva o nome) e seu pai Norman Pletz.

## Galeria

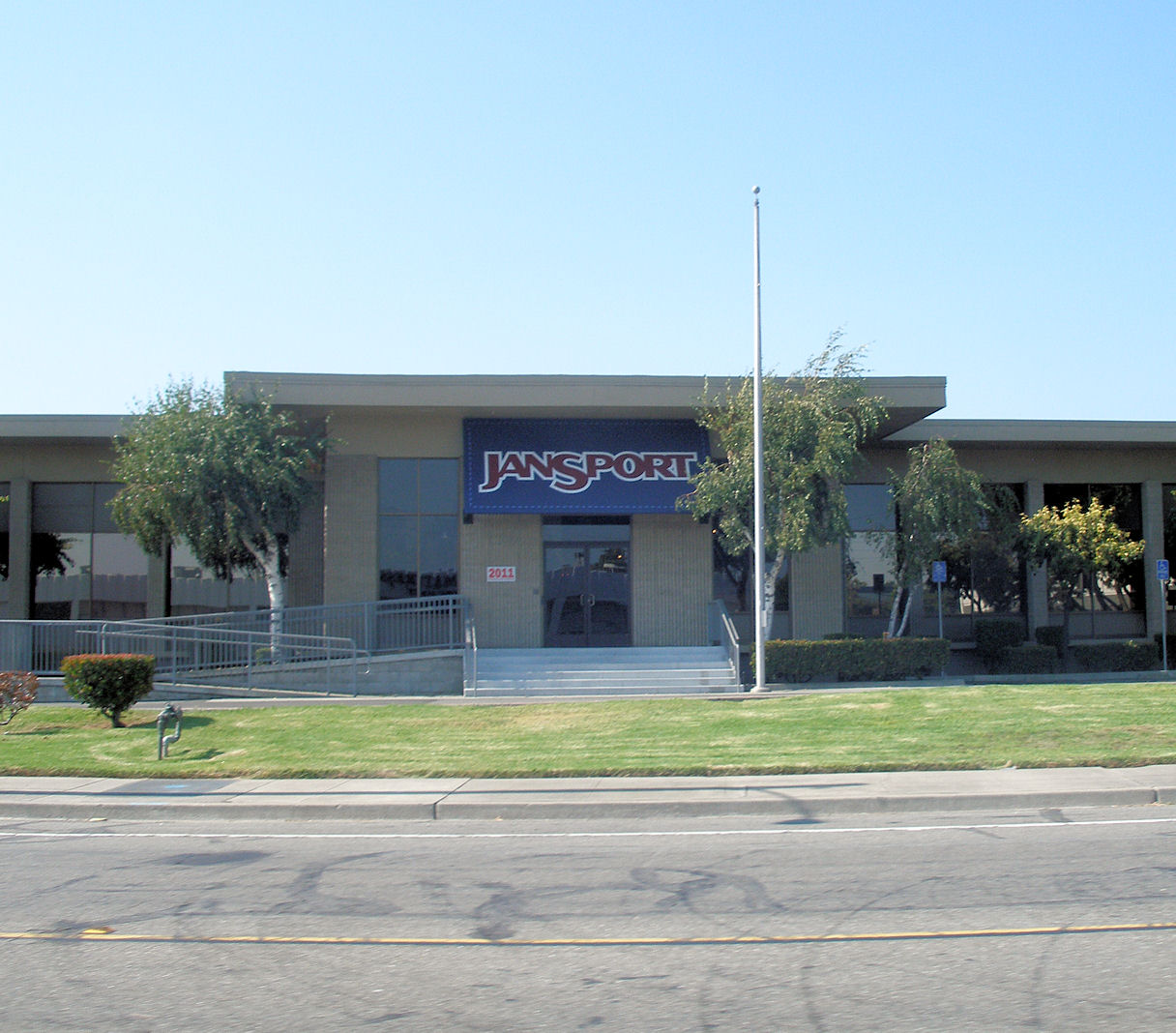
Jansport sede em San Leandro
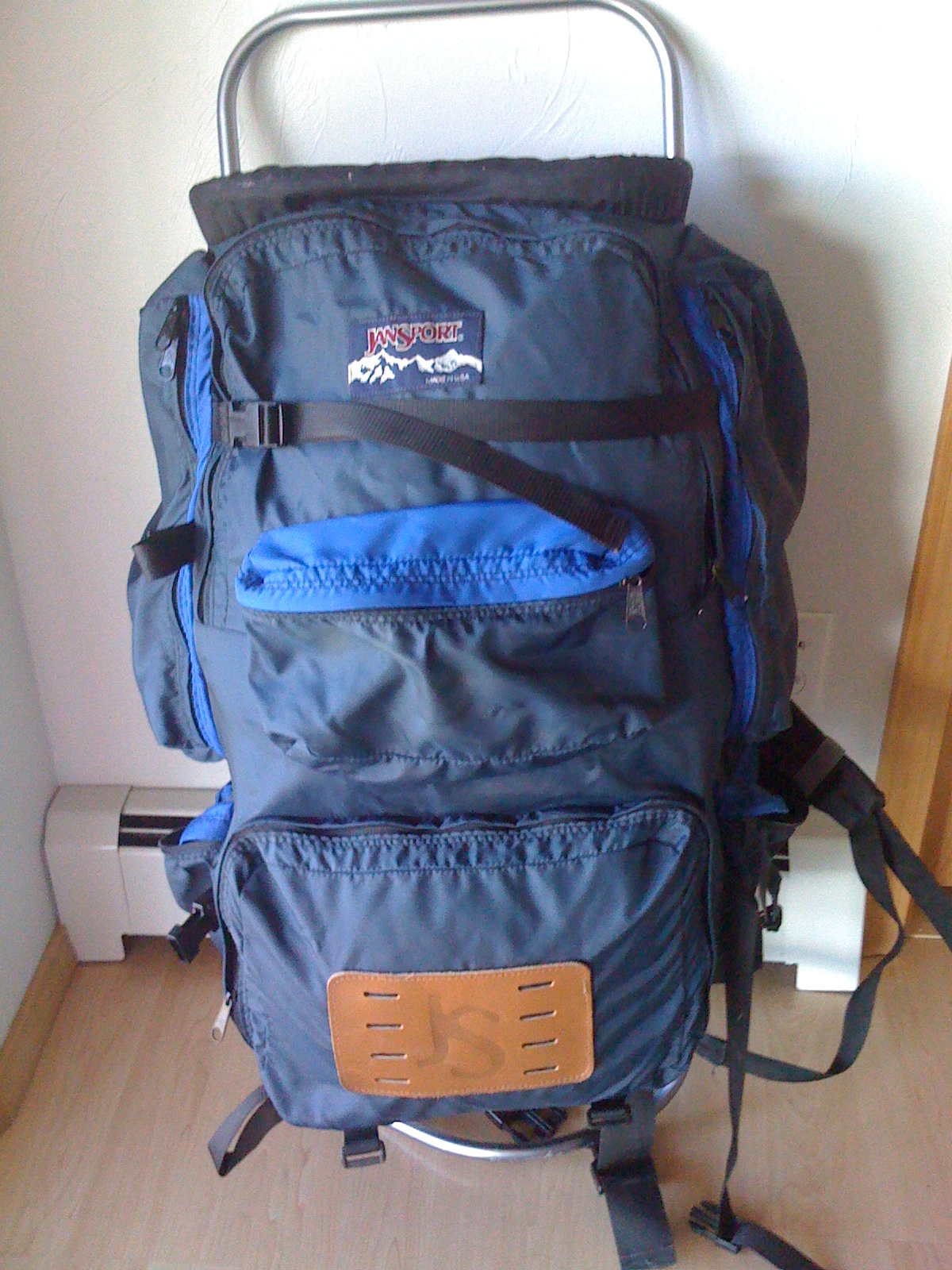
mochila JanSport D-3